# 1-я Мытищинская улица
Пе́рвая Мыти́щинская улица — улица на севере Москвы в Алексеевском районе Северо-Восточного административного округа, между Крестовским путепроводом и Кулаковым переулком. На улице находится крупное железнодорожное депо «Москва-III».

## История
Эта улица, как и другие Мытищинские улицы и проезд, названа в конце XIX века по Мытищинскому водопроводу, трубы которого в конце XVIII века были проложены близ этих улиц. Водопровод назван по городу Мытищи, ныне райцентру Московской области.

## Расположение
1-я Мытищинская улица начинается от 2-й Мытищинской улицы в промышленной зоне около Крестовского моста и железнодорожных линий Октябрьская железная дорога (платформа «Рижская»), проходит на северо-восток вдоль южного края Пятницкого кладбища, пересекает Мытищинский проезд (справа), подходит к железнодорожной станции «Москва-3» Ярославского направления, продолжается вдоль железнодорожных линий, пересекает Кулаков переулок и вскоре заканчивается в промышленной зоне.

## Учреждения и организации
- Дом 3А — автономная некоммерческая организация Институт поведения; Центр социальной адаптации;
- Дом 17 — Главный центр специальной связи;
- Дом 19А — поликлиника ОАО Российские железные дороги (станция Москва-Курская Отделенческая Москва-2)
- Дом 23 — Гуманитарный институт;
- Дом 26 — Вагонное пассажирское депо: «Москва-3» МЖД;
- Дом 28 — Центр крепёжных материалов;
- Дом 6 — Московский экспериментальный ювелирный завод «Каргом».
- Дом 27, стр. 1 — Московский электромеханический ремонтный завод (МЭМРЗ)
- Дом 27, стр. 2 — Петербургское Электромашиноремонтное Объединение (ПЭМРО)